# Estación de Méndez Álvaro
Méndez Álvaro es un intercambiador de transporte ubicado en la zona sur de Madrid, debajo y junto a la calle del mismo nombre. En él tienen confluencia las líneas C-5 y C-10 de Cercanías Madrid, y la línea 6 de Metro de Madrid. También se ubica en el mismo desde los años 1990 la Estación Sur de Autobuses. 
Su tarifa corresponde a la zona A según el Consorcio Regional de Transportes, si bien pertenece a la zona 0 según la zonificación de Cercanías Madrid.
Del 31 de mayo al 5 de septiembre de 2025, los andenes de línea 6 actúan de cabecera por el cierre del arco oeste Moncloa-Méndez Álvaro, cortado por obras de automatización de línea. Se establece un Servicio Especial de autobús gratuito entre ambas estaciones.

## Situación ferroviaria
La estación, que se encuentra a 599 metros de altitud, forma parte de los trazados de las siguientes líneas férreas:
- Línea férrea de ancho ibérico Móstoles-Parla, punto kilométrico 1,7.[2]
- Línea férrea de ancho ibérico Atocha-Pinar de las Rozas, punto kilométrico 5,4.[2]

## Historia

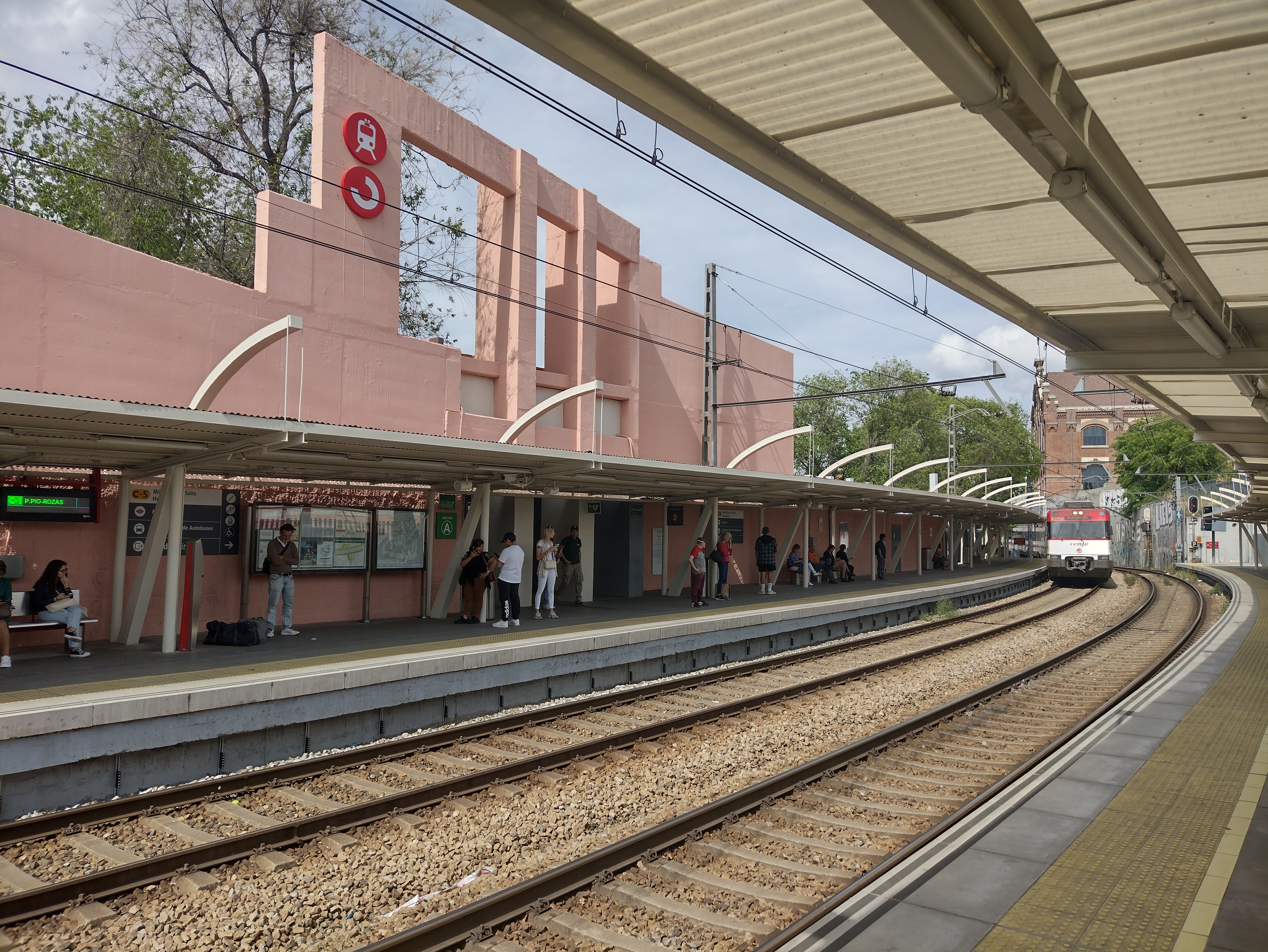
Andenes de la línea C-10

En mayo de 1981 se abrió el tramo de la línea 6 entre Pacífico y Oporto que incluía la estación de Méndez Álvaro a continuación de la estación de Pacífico —situada bajo la intersección de las calles de Pedro Bosch y Méndez Álvaro—. Esta estación fue el primer elemento construido del que posteriormente se convertiría en un intercambiador, ya que Renfe había decidido que la nueva línea de Cercanías que se iba a construir entre Villaverde Alto y Atocha enlazaría aquí con el metro, en lugar de hacerlo en el lugar previsto inicialmente, la estación de Bolívar (actualmente Arganzuela-Planetario). La estación tenía un vestíbulo con dos bocas de acceso a la calle Méndez Álvaro.
El mural de pintura pétrea “Formas en el Espacio” es obra del artista Eladio García de Santibáñez (E. G. de Santibáñez).” Formas en el Espacio” es la obra más emblemática y que más caracteriza a E. G. de Santibáñez , absolutamente personal en cuanto al tema y ejecución. (www.santibanez-art.com).

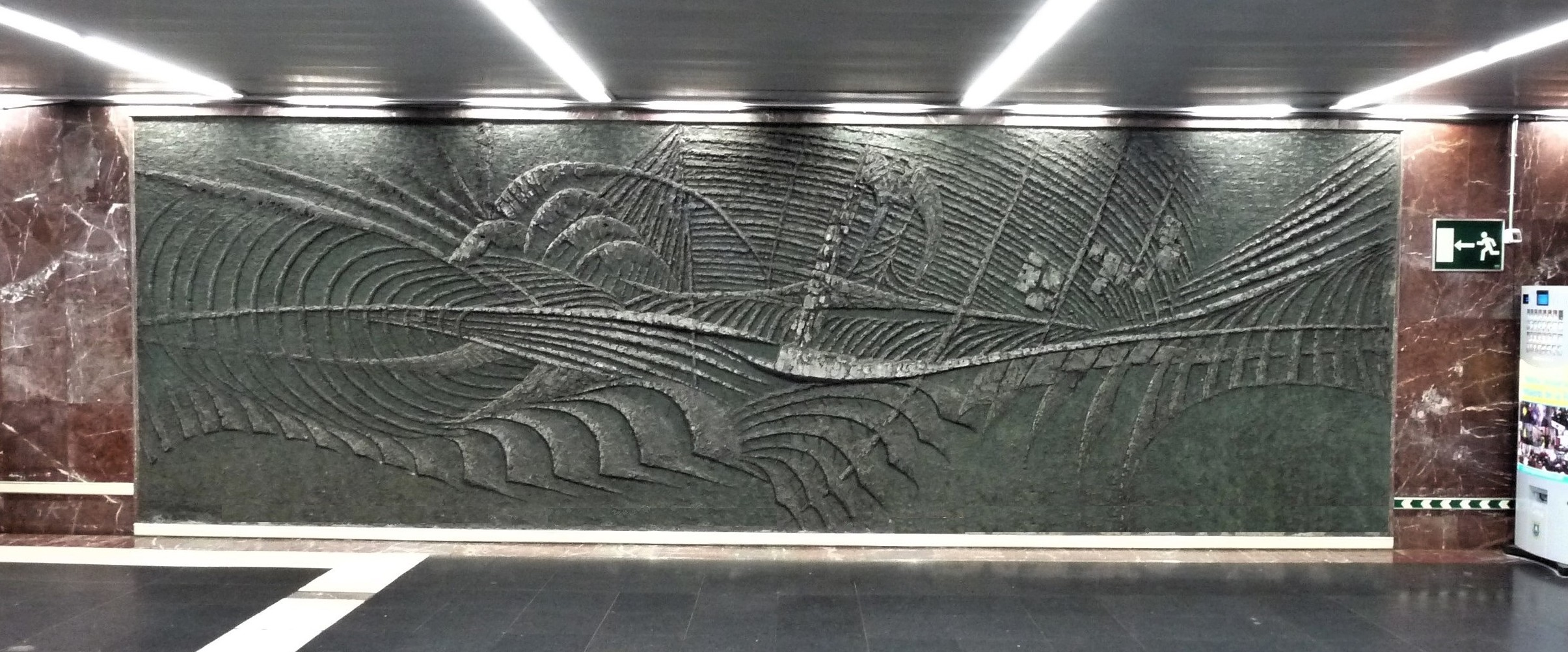
Mural "Formas en Espacio" Autor Eladio García de Santibáñez

En septiembre de 1989 se abrió al público la nueva variante de la línea C-5 entre Atocha y Villaverde Alto por Méndez Álvaro, donde se construyó una estación subterránea situada de forma perpendicular a la estación de metro existente. Se construyó entonces un nuevo vestíbulo común a ambas estaciones con un acceso a la calle Pedro Bosch.
Entre 1992 y 1996 se reformó el Pasillo Verde Ferroviario, y se construyó una nueva estación con dos andenes en la superficie, situada en un puente sobre la calle Méndez Álvaro, para que acogiera las líneas que a partir de 1996 empezaron a circular por el pasillo verde ya rehabilitado: C-7b y C-10. Esta estación cuenta con un acceso desde la calle Ombú y una conexión subterránea con los andenes de la línea C-5 y el vestíbulo común metro-cercanías. Al mismo tiempo se proyectó y construyó la Estación Sur de Autobuses, que absorbió el tráfico de autobuses de largo recorrido nacionales e internacionales que partía de la antigua estación en Palos de la Frontera y algunos interurbanos. La terminal de autobuses cuenta con tres accesos desde las calles Méndez Álvaro, Ombú y Retama y un acceso desde el vestíbulo subterráneo común a metro y cercanías.
Desde 2008, con la apertura del Túnel de Sol la línea C-7b pasa del color marrón al rojo, tras ser recortada a Chamartín, y en 2018, la línea deja de pasar por esta estación tras ser "desampliada" y fusionada en Príncipe Pío con la línea C-1, la cual prestó servicio a la estación desde el 23 de septiembre de 2011 hasta el 14 de diciembre de 2024.
En 2019 la estación en superficie de Cercanías es reformada. Para llevar al cabo esta obra, se tuvo que suspender el servicio de las líneas C-1 y C-10 entre Atocha y Delicias. Se puso en servicio un servicio especial de autobuses (línea SE771) por parte de la EMT para cubrir parte del tramo cerrado. También se llevaron a cabo la reparación de las escaleras mecánicas que afectaban a la estación de la línea C-5, estando paradas desde 2017.
Durante el fin de semana del 13 al 14 de julio de 2024, se suspendió el servicio en los andenes de la línea C-5 debido a obras en la estación de Puerta de Atocha. Durante este periodo, se puso en servicio un servicio sustitutivo de autobuses que cubría las estaciones cerradas (Puente Alcocer, Orcasitas, Doce de Octubre y Méndez Álvaro). El servicio en el resto de líneas de Cercanías no se vio afectado.

## Accesos

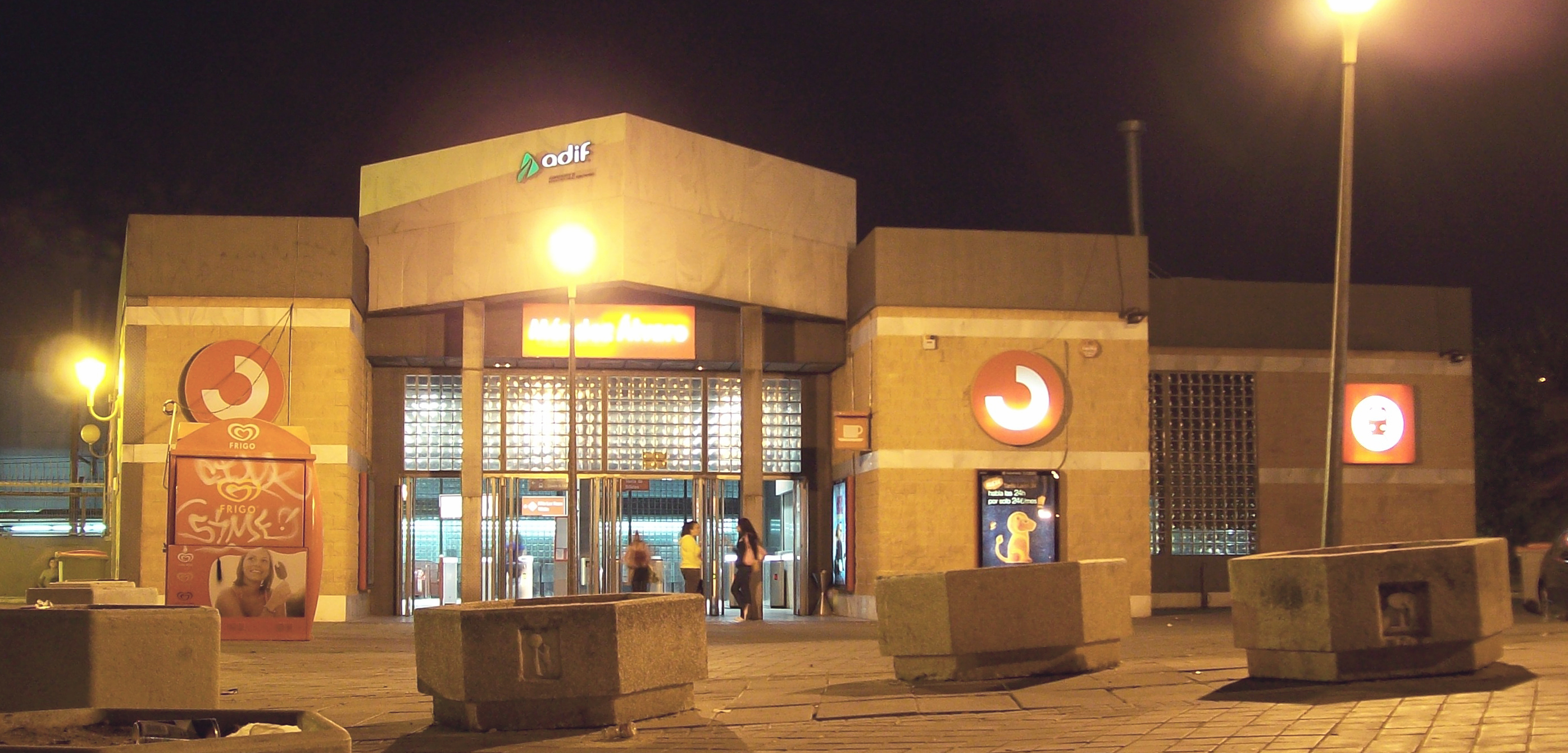
Acceso de Metro y Cercanías.

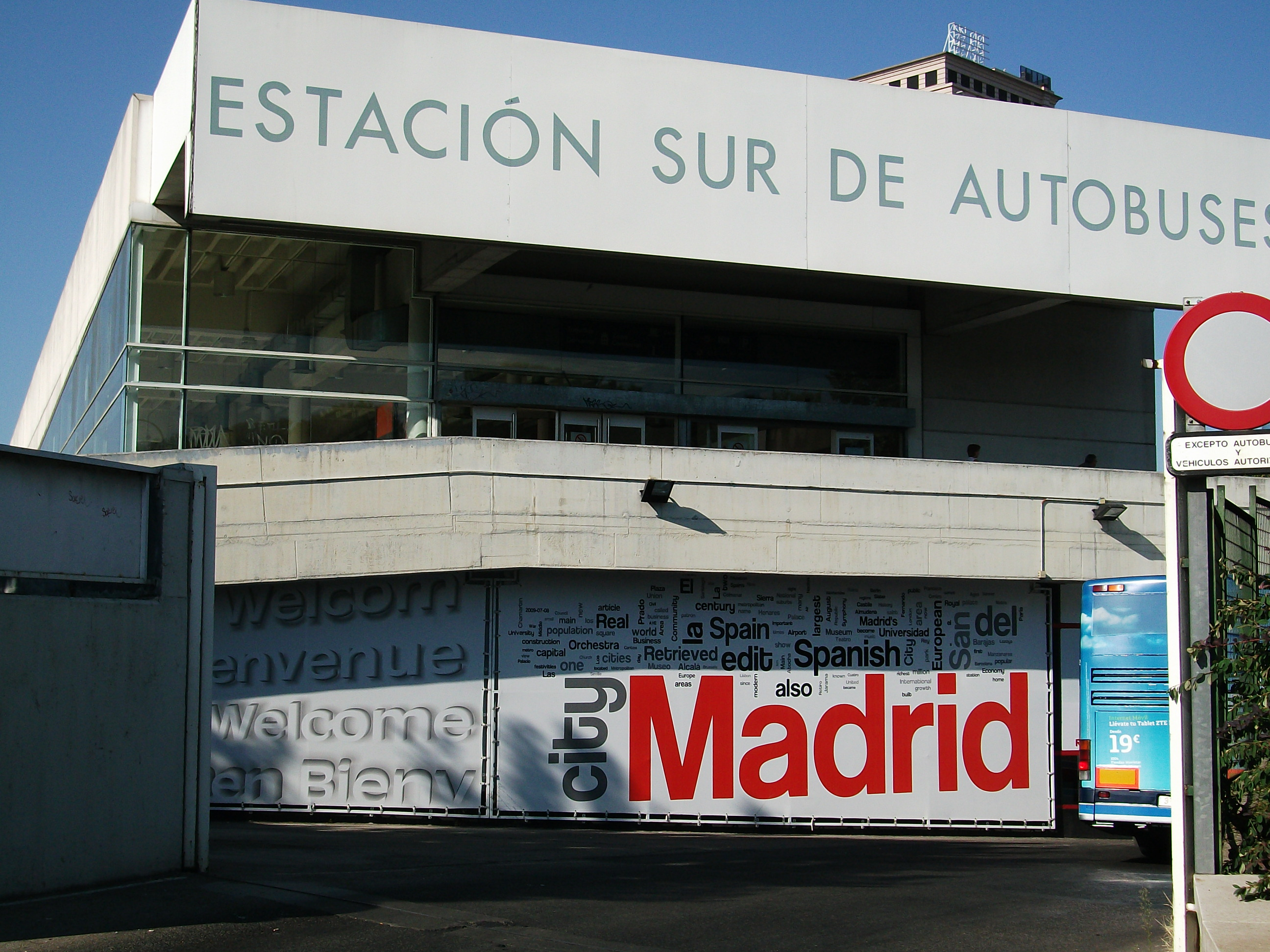
Estación de autobuses. Octubre de 2011.

Vestíbulo Méndez Álvaro (Metro de Madrid)
- Méndez Álvaro, impares C/ Méndez Álvaro, 73 (semiesquina C/ Pedro Bosch)
- Méndez Álvaro, pares C/ Méndez Álvaro, 62

Vestíbulo Pedro Bosch (Metro de Madrid/Cercanías Renfe)
- Pedro Bosch C/ Pedro Bosch, pares
- Renfe Nivel -2
- Estación Sur de Autobuses Límite del pasillo de acceso de la Estación Sur de Autobuses

Vestíbulo Ombú (Cercanías Renfe)
- Ombú C/ Ombú, s/n

Vestíbulo Estación Sur de Autobuses
- Ombú C/ Ombú, s/n
- Retama C/ Retama, impares
- Méndez Álvaro C/ Méndez Álvaro, 83

## Líneas y conexiones

### Metro
| << cabecera | < estación            | línea | estación > | cabecera >> |
| ----------- | --------------------- | ----- | ---------- | ----------- |
| Circular    | Arganzuela-Planetario |       | Pacífico   | Circular    |

### Cercanías
Esta es la única estación de Cercanías Madrid que dispone sus andenes en perpendicular, estando a nivel subterráneo  los andenes de la línea C-5 y en el nivel superior los andenes de la línea C-10. Curiosamente, la enumeración de los andenes se reinicia (cada uno de los andenes se enumera como 1 y 2). Sin embargo, no es la única estación que tienen andenes a desnivel: Príncipe Pío y Nuevos Ministerios también los tienen.
| procedencia/destino | < estación | Línea | estación >      | destino/procedencia   |
| ------------------- | ---------- | ----- | --------------- | --------------------- |
| Móstoles-El Soto    | Atocha     |       | Doce de Octubre | Fuenlabrada / Humanes |
| Chamartín           | Atocha     |       | Delicias        | Villalba              |

### Autobuses
| Diurnos   |                              |                                             |
| Línea     | Destino                      | Parada                                      |
| 8         | Valdebernardo                | 5467 METRO MÉNDEZ ÁLVARO                    |
| 8         | Plaza de Legazpi             | 1970 METRO MÉNDEZ ÁLVARO                    |
| 102       | Estación de Atocha           | 1970 METRO MÉNDEZ ÁLVARO                    |
| 152       | Avenida de Felipe II         | 1970 METRO MÉNDEZ ÁLVARO                    |
| 102       | Estación de El Pozo          | 1969 METRO MÉNDEZ ÁLVARO                    |
| 152       | Méndez Álvaro                | 1969 METRO MÉNDEZ ÁLVARO                    |
| 113       | Plaza de Ciudad Lineal       | 4324 MÉNDEZ ÁLVARO (Cabecera C/ Ombu)       |
| 148       | Plaza del Callao             | 3367 AVENIDA DEL PLANETARIO-ESTACIÓN SUR    |
| 148       | Puente de Vallecas           | 2917 ESTACIÓN SUR                           |
| 156       | Plaza de Legazpi             | 3719 ESTACIÓN DE MÉNDEZ ÁLVARO-ESTACIÓN SUR |
| 156       | Plaza de Manuel Becerra      | 4802 ESTACIÓN DE MÉNDEZ ÁLVARO-ESTACIÓN SUR |
| Nocturnos |                              |                                             |
| Línea     | Destino                      | Parada                                      |
| N11       | Madrid Sur                   | 1969 METRO MÉNDEZ ÁLVARO                    |
| N13       | San Cristóbal de los Ángeles | 1969 METRO MÉNDEZ ÁLVARO                    |
| N11       | Plaza de Cibeles             | 1970 METRO MÉNDEZ ÁLVARO                    |
| N13       | Plaza de Cibeles             | 1970 METRO MÉNDEZ ÁLVARO                    |